# Regioni Unite di Serbia
Regioni Unite di Serbia (Уједињени региони Србије, URS) è stato un partito politico serbo. URS è stata creata il 16 maggio 2010, da Mlađan Dinkić leader del partito G17 Plus insieme ad altri movimenti politici regionali.
I membri di URS erano:
- G17 Plus
- Insieme per la Šumadija
- Movimento per la Krajina
- Coalizione per Pirot
- Partito dei Bunjevci

Il Partito Popolare ha fatto parte della coalizione fino al giugno del 2012 e poi è stato espulso.
Alle elezioni parlamentari del 2012 URS ha ottenuto il 5,5% e 16 seggi. Dopo le elezioni è entrata a far parte del nuovo governo di Ivica Dačić e vi è rimasta fino al 2013.
Alle elezioni anticipate del 2014 URS non ha passato lo sbarramento avendo ottenuto il 3,0% e nessun parlamentare. Dopo tale risultato il partito è stato sciolto.